# Roberto Sacasa Sarria

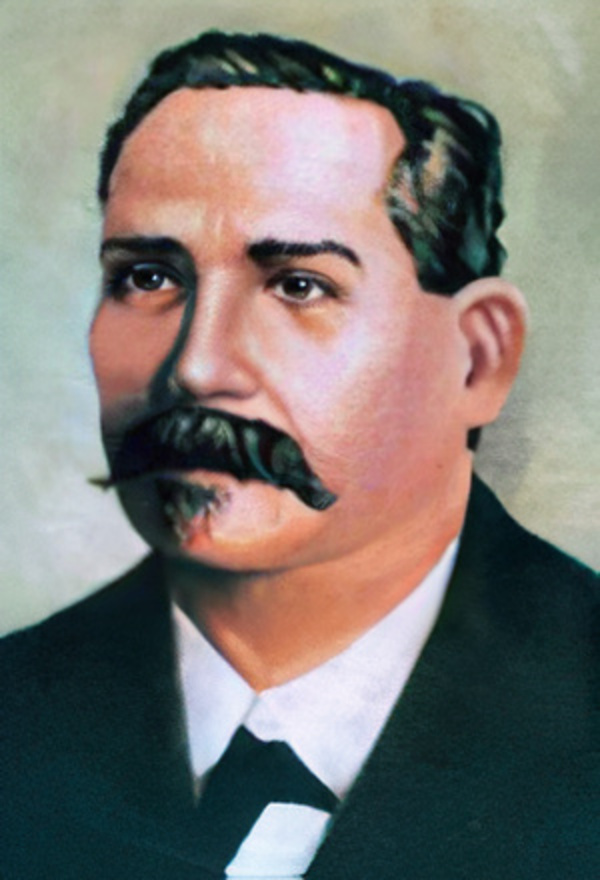
Roberto Sacasa Sarria

Roberto Sacasa Sarria (* 27. Februar 1840 in Chinandega; † 2. Juli 1896 in Managua) war vom 5. August 1889 bis zum 1. Januar 1891 und vom 1. März 1891 bis zum 31. Mai 1893 Präsident von Nicaragua. Zuvor hatte er von 1887 bis 1889 als Vizepräsident fungiert.

## Leben
Er war verheiratet mit seiner Cousine Ángela Sacasa Cuadra. Sein Sohn Juan Bautista Sacasa wurde später ebenfalls Präsident von Nicaragua. Zudem hatte er noch zwei Töchter.
Roberto Sacasa Sarria war Mitglied der Partido Republicano, die in Nicaragua 35 Jahre herrschte. Innerhalb der Partido Republicano bekämpfte die Strömung der Progresistas der Strömung der Iglesieros. Am 28. April 1893 rebellierte der Befehlshaber der Garnison von Granada (Nicaragua), Eduardo Montiel von der Partido Conservador, gegen Präsident Roberto Sacaza ebenfalls von der Partido Conservador. Joaquín Zavala Solís erklärte sich bereit den Aufstand zu unterstützen. Die Aufständischen erhielten Unterstützung von General José Santos Zelaya von der Partido Liberal. Die katholische Kirche und seine Familie unterstützte Roberto Sacaza. Die Aufständischen besetzten Masaya und bewegten sich auf Managua zu. Bei La Barranca schlugen die Aufständischen die Regierungstruppen. Der US-Botschafter Lewis Baker bot sich zur Mediation an.
Sacasa erklärte sich im Pacto de Sabana Grande vom 31. Mai 1893 bereit, die Macht an eine Junta aus fünf Personen zu übergeben, von denen zwei von ihm und drei von den Aufständischen bestimmt werden sollten. Die Junta sollte bis zur Einberufung einer verfassungsgebenden Versammlung – also für vier Monate – regieren. Einer der von José Santos Zelaya bestimmten war Salvador Machado Agüero, er saß der Junta vor.